# Miguel Trujillo
Miguel H. Trujillo (Pueblo of Isleta, 30 aprile 1904 – 1989) è stato un attivista statunitense, determinante nel caso Trujillo v. Garley nel 1948; prima del caso, il Nuovo Messico, come molti altri stati, aveva un provvedimento che "gli indiani non tassati" non erano legalmente autorizzati a votare. Con questo caso Miguel sfidò con successo questa regola.

## Primi anni di vita
Miguel H. Trujillo nacque il 30 aprile 1904, a Pueblo di Isleta, nel Nuovo Messico, a Juanita (nata Jaramillo) e José Trujillo. José era un contadino, ma morì quando Trujillo aveva sette anni, lasciando Juanita ad allevare i loro quattro figli. Sia Trujillo che il suo fratello maggiore, Manuel, conosciuto come "Bob", accettarono lavoretti per aiutare finché non furono abbastanza grandi per andare a scuola. Frequentò la Albuquerque Indian School fino al decimo anno e poi andò al liceo all'Haskell Institute di Lawrence, Kansas. Alla fine conseguì una laurea presso l'Università del Nuovo Messico.
Ha continuato a prestare servizio nei Marines americani durante la seconda guerra mondiale.

## La famiglia
Trujillo sposò Ruchanda Paisano ed ebbe due figli che entrarono entrambi nel campo della medicina, una figlia, Josephine Waconda, e un figlio, Michael Trujillo, direttore del Servizio sanitario indiano sotto il presidente Bill Clinton.

## Voto dei nativi americani in Nuovo Messico
Prima del 1948 i nativi americani che vivevano nel Nuovo Messico erano privati dei diritti civili. Fu fino a dopo la seconda guerra mondiale che il veterano di ritorno Miguel Trujillo iniziò una campagna legale e politica per difendere la voce dei nativi americani fino a quando tali diritti non furono estesi. Miguel, dopo essere tornato come marine dopo la guerra, affrontò la dura realtà che sebbene fosse un cittadino e un veterano, non gli era permesso di votare nel paese in cui aveva prestato servizio. Miguel fu rifiutato dal cancelliere della contea Eloy Garley quando cercò di registrarsi. Miguel lo citò in giudizio nel caso di Trujillo v. Garley, deciso da un collegio di tre giudici ad Albuquerque. A quel tempo in Nuovo Messico, come in molti altri stati, vigeva una regola secondo la quale "gli indiani non tassati' non erano legalmente autorizzati a votare. Il caso ha impugnato con successo questa sentenza.